# Canal des Nouvelles Modifiées
Pour les articles homonymes, voir CNM.
CNM (Le Canal des Nouvelles Modifiées) aussi nommé Les Gingras-Gonzalez lors des premiers mois de diffusion, était une émission de télévision humoristique québécoise diffusée sur les ondes de TQS du 4 septembre 2000 au 25 mai 2001 animée par Martin Petit. Son nom parodie la célèbre chaîne américaine CNN.

## Historique

### Des Gingras-Gonzalez à CNM
Au départ, le concept de l'émission consistait à présenter un téléroman nommé Les Gingras-Gonzalez, avec Michèle Richard et à l'interrompre à chaque fois par un bulletin de nouvelles spéciales. Le décor des Gingras-Gonzalez se séparait en deux et laissait place à celui de CNM durant la quasi-totalité de l'émission.
À l'origine, l'émission était animée par Paul Houde et comptait toujours les mêmes chroniqueurs: Sylvain Larocque, Maxim Martin et Les Justiciers masqués. Une refonte graduelle mènera à un changement partiel de l'équipe.
Le 4 octobre 2000, Paul Houde ne se présente pas en studio. Il se fait remplacer à la dernière minute par Denis Bouchard. Deux jours plus tard, il annonce son départ définitif. Martin Petit prend le relais.
Dès le 2 novembre 2000 la partie Gingras-Gonzalez est radiée, faute d'intérêt du public. Tous les comédiens du téléroman sont congédiés à l'exception de Michèle Richard qui se retrouve intégrée à CNM. Au fil des semaines, de nouveaux chroniqueurs tels que Patrick Groulx, Louis-José Houde, Mike Ward et Laurent Paquin se greffent autour de Martin Petit.

### Équipe CNM post-Gingras Gonzalez
- Martin Petit, animateur
- Laurent Paquin
- Patrick Groulx
- Louis-José Houde
- Maxim Martin
- Mike Ward
- Sylvain Larocque
- Dominic Paquet
- Jean-Marie Corbeil
- Cathy Gauthier
- Michel Courtemanche
- Michèle Richard (chronique hebdomadaire)

### Équipe CNM (Époque Gingras-Gonzalez)
- Paul Houde, animateur
- Martin Petit, chroniqueur
- Maxim Martin, chroniqueur
- Sylvain Larocque, chroniqueur
- Les Justiciers Masqués, reporters
- Marc Déry, musicien

### Les Gingras-Gonzalez
- Martin Petit : Alvaro Gonzalez
- Michèle Richard : Ginette Gingras
- Stéphane Breton : Enrique Gonzalez
- Julien Poulin : Raymond Gingras
- Maxim Martin : Guy Gingras
- Jasmin Roy : Yannick
- Gilles Latulippe : Monsieur Gingras
- Suzanne Lapointe : Madame Gingras